# الساندرو باچی
الساندرو باچی (انگلیسی: Alessandro Bacci؛ زادهٔ ۲۳ سپتامبر ۱۹۹۵) بازیکن فوتبال است.
از باشگاه‌هایی که در آن بازی کرده‌است می‌توان به باشگاه فوتبال پیزا اشاره کرد.